# Haymon z Faversham
Haymon z Faversham, także Hajmon (zm. ok. 1243 w Anagni) – angielski franciszkanin, teolog, generał zakonu w latach 1240–1243.
Nazywany Inter Aristotelicos Aristotelicissimus.

## Życiorys
Zanim wstąpił do franciszkanów był lektorem Uniwersytetu Paryskiego i kaznodzieją, a więc duchownym. Do Zakonu Braci Mniejszych wstąpił w 1224 lub 1225. Angielski kronikarz franciszkanin Tomasz z Eccleston w swej kronice podaje, iż Haymon miał wizję siebie samego modlącego się w kościele w Faversham. Z nieba miał zostać spuszczony sznur, po którym przyszły franciszkanin miał być wciągnięty do góry. Gdy z Paryżu zobaczył franciszkanina w brązowym habicie z białym sznurem, poradził się znanego mu generała dominikanów Jordana z Saksonii i wygłoszonym w Wielki Piątek kazaniu wraz z innymi trzema kompanami rozpoczął nowicjat w klasztorze Św. Denisa pod Paryżem.
W randze kustosza brał udział w kapitule generalnej w Asyżu w 1230. Był w grupie braci, która udała się do papieża Grzegorza IX z zapytaniem w kwestiach dotyczących zachowywania reguły franciszkańskiej. Papież dał odpowiedź, wydając bullę Quo elongati 28 września 1230. Po kapitule Haymon przebywał w Anglii, stąd wzmianka o nim w dokumencie Patent Rolls Henryka III Plantageneta. Prawdopodobnie był profesorem we franciszkańskim studium w Oksfordzie w 1232. W 1233 został wysłany wraz z innymi teologami i duchownymi do Konstantynopola, by przeprowadzić dyskusję nad ponownym połączeniem Kościołów prawosławnego i łacińskiego.
Haymon wykładał zarówno w Oksfordzie jak i w Tours, Bolonii oraz w Padwie. Papież Grzegorz IX poprosił go o zrewidowanie brewiarza używanego przez Kurię Rzymską. Przygotowana przez niego wersja stała się oficjalną wersją i była używana z małymi korektami w całym kościele rzymskokatolickim.
Podczas kapituły generalnej 1239 w Rzymie zdjęto z urzędu ministra generalnego brata Eliasza Bombarone. Na kapitule tej starły się ze sobą dwie opcje w łonie zakonu, chcące zbliżenia formy administracyjnej wspólnoty bądź to do modelu benedyktyńskiego bądź też dominikańskiego. Za systemem opackim optował br. Eliasz. Zwolennikiem formuły dominikańskiej był Haymon z Faversham, znający dominikanów z Paryża. Wspólnota opowiedziała się za ideałami Haymona. Istnieją też źródła poświadczające nadużycia Eliasza w dotychczasowym zarządzaniu zakonem. Ostatecznie nowym generałem wybrano prowincjała z Anglii Albert z Pizy. Haymon mianowany został prowincjałem na Wyspach Brytyjskich.
Albert z Pizy zmarł po roku. Jego miejsce zajął Haymon. Na barkach Haymona spoczął obowiązek naprawienia lat nieporządków spowodowanych niektórymi nadużyciami za rządów br. Eliasza Bombarone. Zakon franciszkański podzielony został przez tego ostatniego na 72 prowincje. Liczba miała symbolizować liczbę uczniów Pańskich. Było to też oznaką swego rodzaju rywalizacji z dominikanami, którzy mieli 12 prowincji za cześć dwunastu Apostołów. Haymon zmniejszył liczbę prowincji. Zaczęto faworyzować braci kapłanów. Nie wolno było powierzać obowiązków przełożonego braciom laikom, poza przypadkami gdy nie było profesów kapłanów. Generał ten jasno określił obowiązki przełożonych, znacznie ograniczając ich jurysdykcję w sytuacjach, gdy tego wymagało dobro wspólnoty. Chociaż doskonale wiedział i rozumiał czym jest ubóstwo w rozumieniu św. Franciszka z Asyżu, nie był przychylny utrzymywaniu się braci z jałmużny, chciał, by bracia utrzymywali się z pracy. Będąc jeszcze prowincjałem w Anglii, przyjął ziemie, która zakonnicy mieli uprawiać na własne potrzeby.
Według Tomasza z Eccleston, na łożu śmierci Haymona odwiedził papież Innocenty IV. Kłóci się to jednak z faktami opisanymi w innych źródłach: papież miał bowiem przebywać w Anagni tylko od 25 czerwca do października 1243, przez cały 1244 nie opuszczając Rzymu.
Do spuścizny Haymona należą komentarze do Quattuor Libri Sententiarum Piotra Lombarda, traktat o liturgii Mszy św. oraz zbiór kazań. Odegrał ogromną rolę w historii zakonu, wiele jego zasług niesłusznie przypisywanych jest św. Bonawenturze z Bagnoregio.